# إنديالانكتيك
إنديالانكتيك (بالإنجليزية: Indialantic)‏ هي مدينة أمريكية تقع في ولاية فلوريدا. تبلغ مساحة هذه المدينة 3.4 (كم²)،ويبلغ عدد سكانها 2720 نسمة حسب إحصاء سنة 2010 م 2720.تشير إحصاءات سنة 2000م بأن الكثافة السكانية في هذه المدينة تقدر بـ(auto) نسمة/كم2 